# Hydrazin-Brennstoffzelle
Eine Hydrazin-Brennstoffzelle setzt – wie alle Brennstoffzellen – chemische Energie in elektrische Energie um. Dazu nutzt sie Hydrazin als Energielieferanten („Brennstoff“) und bei der Hydrazin-Sauerstoff-Brennstoffzelle Luft oder Sauerstoff als Oxidationsmittel. Auch eine Hydrazin-Wasserstoffperoxid-Brennstoffzelle wurde entwickelt. Hydrazin-Brennstoffzellen sind vor allem historisch interessant und für eventuelle militärische Anwendungen geeignet. Die hohe Giftigkeit des Hydrazins, das auch als karzinogen gilt, verhindert eine breite Anwendung.
Die reversible Zellspannung einer Hydrazin-Sauerstoff-Brennstoffzelle beträgt etwa 1,6 V und ist damit höher als die vieler anderer Brennstoffzellen. Außerdem sind die möglichen Stromdichten außerordentlich hoch.

## Historisches

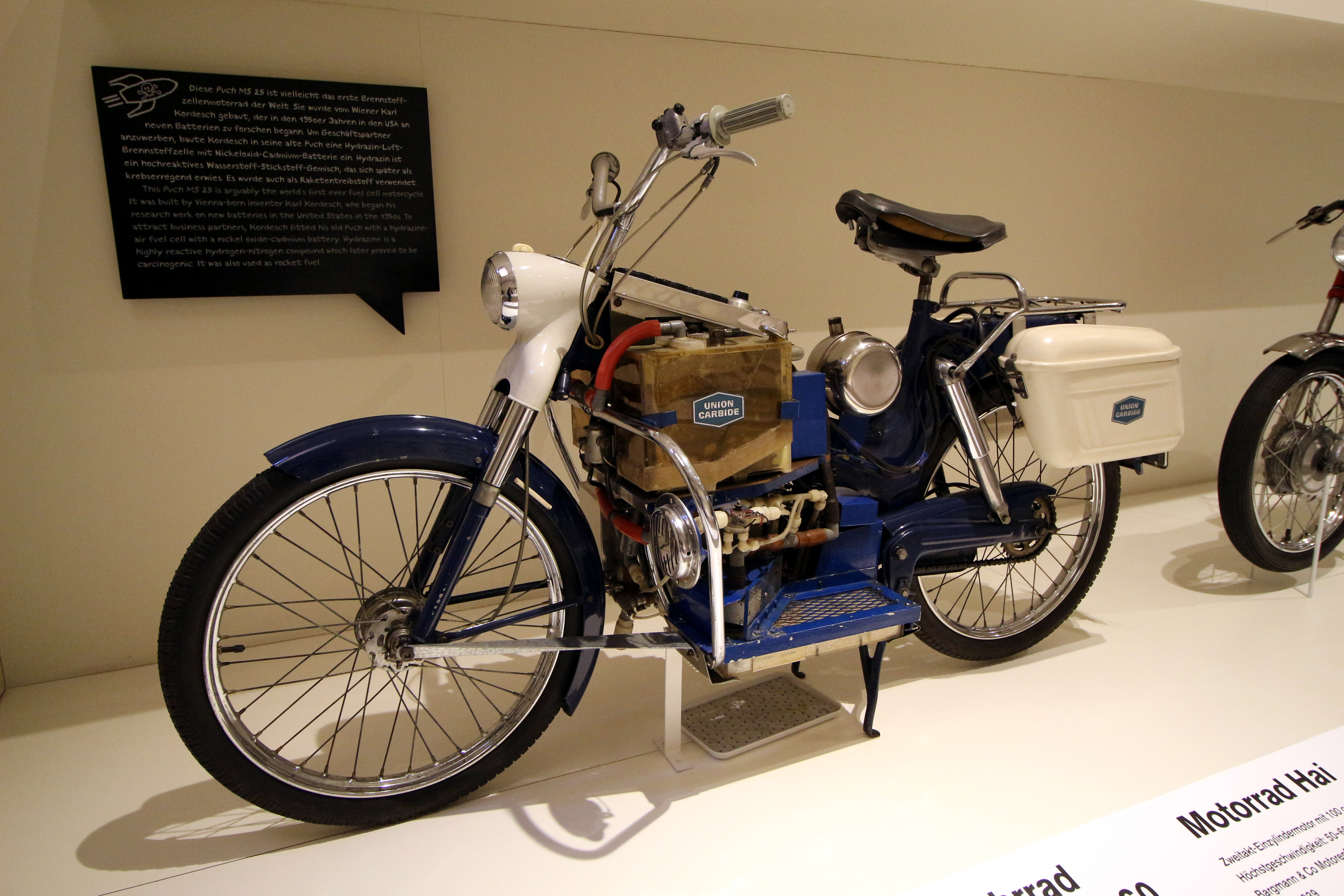
Die von Karl Kordesch in den 1950er Jahren entwickelte Puch MS 25 mit einer Hydrazin-Luft-Brennstoffzelle.

1966 fuhr Karl Kordesch ein mit Hydrazin und Hydrazin-Brennstoffzelle betriebenes Motorrad. Er fuhr damit über 480 km (300 Meilen) mit einer Geschwindigkeit von ca. 40 km/h (ca. 25 Meilen pro Stunde) und gab den Verbrauch mit ca. 3,8 l (1 gal) Hydrazin für ca. 320 km (200 Meilen) an. 1967 veröffentlichte Kordesch eine Beschreibung der Hydrazin-Luft-Brennstoffzelle und des bei der Union Carbide Corporation entwickelten 300-W-Aggregats. Auch Varta und Siemens arbeiteten eine Zeit lang an Hydrazin-Brennstoffzellen. 2012 stellte Daihatsu ein Konzeptfahrzeug vor, das mit Hydrazinhydrat betankt wurde. Ein speziell dafür konstruierter Tank band das Hydrazin in einem Polymer.

## Reaktionsgleichungen
Für die Reaktion in alkalischen Lösungen – die Brennstoffzelle ist dann eine alkalische Brennstoffzelle – gelten die Reaktionsgleichungen:
- Anode, Minuspol: {\displaystyle {\ce {N2H4 + 4 OH- -> N2 + 4 H2O + 4e-}}}
- Kathode, Pluspol: {\displaystyle {\ce {O2 + 2 H2O + 4 e- -> 4 OH-}}}
- Gesamtreaktion: {\displaystyle {\ce {N2H4 + O2 -> N2 + 2 H2O}}}

Für die reversible Zellspannung werden Werte zwischen 1,56 V bzw. 1,57 V und 1,61 V angegeben.
Es ist auch möglich, Hydrazin-Brennstoffzellen mit sauren Elektrolyten zu betreiben, wofür aber ein besonders korrosionsstabiler Katalysator, gewöhnlich Platin, verwendet werden muss. In alkalischen Elektrolyten können alternativ auch Edelmetalle wie Silber oder Palladium als Katalysatoren dienen.
Für die Hydrazin-Wasserstoffperoxid-Brennstoffzelle lautet die Reaktionsgleichung:
- Gesamtreaktion: {\displaystyle {\ce {N2H4 + 2 H2O2 -> N2 + 4 H2O}}}

Die reversible Zellspannung für diese Reaktion beträgt 2,13 V. In der Praxis liegt die Ruhespannung bei knapp 1,8 V, während im Betrieb in 2 M N2H4 bzw. 2 M H2O2 bei einer Stromdichte von 128 mA pro cm2 eine Zellspannung von ca. 0,96 V erreicht wurde.